# Cal Grioles
Cal Grioles és una obra de Cervera (Segarra) protegida com a Bé Cultural d'Interès Local.

## Descripció
Edifici situat al carrer Major, eix vertebrador del nucli antic de Cervera. Es tracta d'un habitatge entre mitgeres amb la façana estructurada en cinc nivells horitzontals - per dos de verticals- comptant l'altell afegit a l'últim nivell. El projecte originari constava de quatre nivells d'obertures: les de la planta baixa són la porta d'accés a l'habitatge i la botiga- abans barberia Ninot; ara galeria "La Cerverina d'Art". Les obertures del primer pis estan unides per un sol balcó, mentre les situades en els dos pisos superiors tenen un balcó cada una. La part dels tres nivells de balcons presenta un parament encoixinat amb un original color granatós, que contrasta amb el blanc dels emmarcaments i les cartel·les que actuen com a permòdols o mènsules dels balcons i de la cornisa superior. Per damunt de l'estreta porta d'accés, hi ha una obertura quadrangular decorada amb una reixa de forja -característica d'aquestes construccions de finals del vuit-cents i de la primera meitat del segle XX- que tenia la funció de ventilar i donar llum a l'escala. Més singular, però, és la porta de l'abans barberia Ninot i avui galeria d'art; de fusta decorada amb motius vegetals i amb les cintes formant el "coup de fouet" característic del modernisme. Precisament, aquesta "modernitat" en el moment de la construcció de la porta, devia contrastar amb el manteniment -entre les dues portes- d'una antiga font del segle XVIII- coneguda com a font de Sant Agustí, per ésser els religiosos d'aquesta comunitat els anterior propietaris de l'espai que ocupava l'edifici-, amb fornícula i pica de pedra, amb la decoració d'un escut amb corona a la part superior.

## Història
Existeix un document, datat el 30 de maig de 1890, segons el qual Mariano Grioles, propietari, demana permís per construir un edifici de nova planta entre l'església de Sant Agustí i la casa de Dolors Vidal.